# TRUE KiSS DiSC
TRUE KiSS DiSC（トゥルー・キス・ディスク）は、かつて存在した、SMEJ Associated Recordsのレーベルの一つ。 音楽プロデューサー小室哲哉専用のレーベルの一つ。

## 概要
1998年に小室哲哉プロデュースによるアーティスト用のレーベルとしてニューヨークにて設立。レーベルのロゴデザインはエイサップ・ファーグの実父であり、かつてショーン・コムズのバッド・ボーイ・レコードのロゴを手がけたデザイナーであるダロルド・ファーガソンが担当した。
当レーベルを使用してる全作品（1999年2月～2001年5月末）のCMにSMEJが使用しているサウンドロゴに加え、当レーベル専用のサウンドロゴがCMのエンディングに採用された。2000年にサウンドロゴが新しくなり、黒い背景にwww.truekissdisc.com/とレーベルのロゴが表示されたものだが、レーベル初期サウンドロゴはスピーカーに口紅でロゴを書くものだった。設立当初は小室哲哉の自費製作によるインディーズレーベルだったが、1999年2月にSMEJ傘下のレーベルとなった。
レーベルの趣旨は「音色先行」で小室が面白がれて楽しいと思える物をTRUE KiSS DESTiNATiONから初めて、レーベルのイメージとロゴマークもそこから固めていくようにした。目標は「海外のアーティスト・セルフ・プロデュースの出来るアーティストが個性を上手く引き出せて、好きなことを自由にやり易い環境を作るレーベル」「トミー・ボーイ・レコード・マーヴェリック・レコード・デフ・ジャム・レコーディングスのレベルに近づく」「レーベルから出る全ての作品が『Produced by TETSUYA KOMURO』ではなくレーベルが所属アーティストの代弁者になる」「デジタル配信や他メディアとの融合等のマルチメディア展開」を目指した。
作品第一弾はTRUE KiSS DESTiNATiONのアナログレコード盤｢PRECiOUS MOMENTS -WHEN WILL I SEE YOU AGAIN-」。SMEのレーベルとしての作品第一弾は鈴木あみのシングルCD｢Nothing Without You」。しかし、レーベルが発足する以前にも同じ型番で鈴木などのプロデュースを行っているため、それらを遡って含める場合もある。
1999年9月に本レーベルの所属アーティストと海外の有名アーティストがコラボレーションしたオムニバスアルバムの発売が企画されていた。
2000年前半、Kiss Destination（後にフライトマスターに移籍）、TM NETWORK（宇都宮隆・木根尚登）（後にR and C/gaball screenに移籍） がRojam Entertainmentへ移籍。最後に残った鈴木も契約トラブルにより新曲のリリースが不可能となり、2001年5月発売ベスト「FUN for FAN」と7月に先述のビデオクリップ集のリリースを以てTRUE KiSS DiSCは活動休止。
レーベルのサイト(www.truekissdisc.com) は、鈴木の「FUN for FAN」発売後、SMEJの鈴木のアーティストページへリダイレクトする形で、鈴木が活動を再開した2004年前半まで存続していた。現在は無関係のサイトとなっている。作品情報についてはSMEJ公式サイト内でアーティスト毎に掲載され続けている。

## 映像ロゴ
オープニングは「SMEJ Associated Records」や「TRUE KiSS DiSC」とは表記されておらず、ブラックバックで、「Sony Music Entertainment (Japan) Inc.」というロゴを光ディスクに回しているCGアニメーション。一方の「TRUE KiSS DiSC」のロゴは映像のエンディングにブラックバックで表示される。

## TRUE KiSS DiSC レーベルを使用したアーティスト
- TM NETWORK - Rojam Entertainmentに移籍
  - 小室哲哉
  - 宇都宮隆
  - 木根尚登
- 566
  - 中野さゆり
- 白竜
- 松尾潔 - 顧問・専属音楽ライターとして関わっていた。
- 甲斐よしひろ - 現在は独自レーベルbloom labelに移籍
- 鈴木あみ - avex traxに移籍
- Kiss Destination（TRUE KiSS DESTiNATiON）- フライトマスターに移籍
- Ring